# Christian Dell

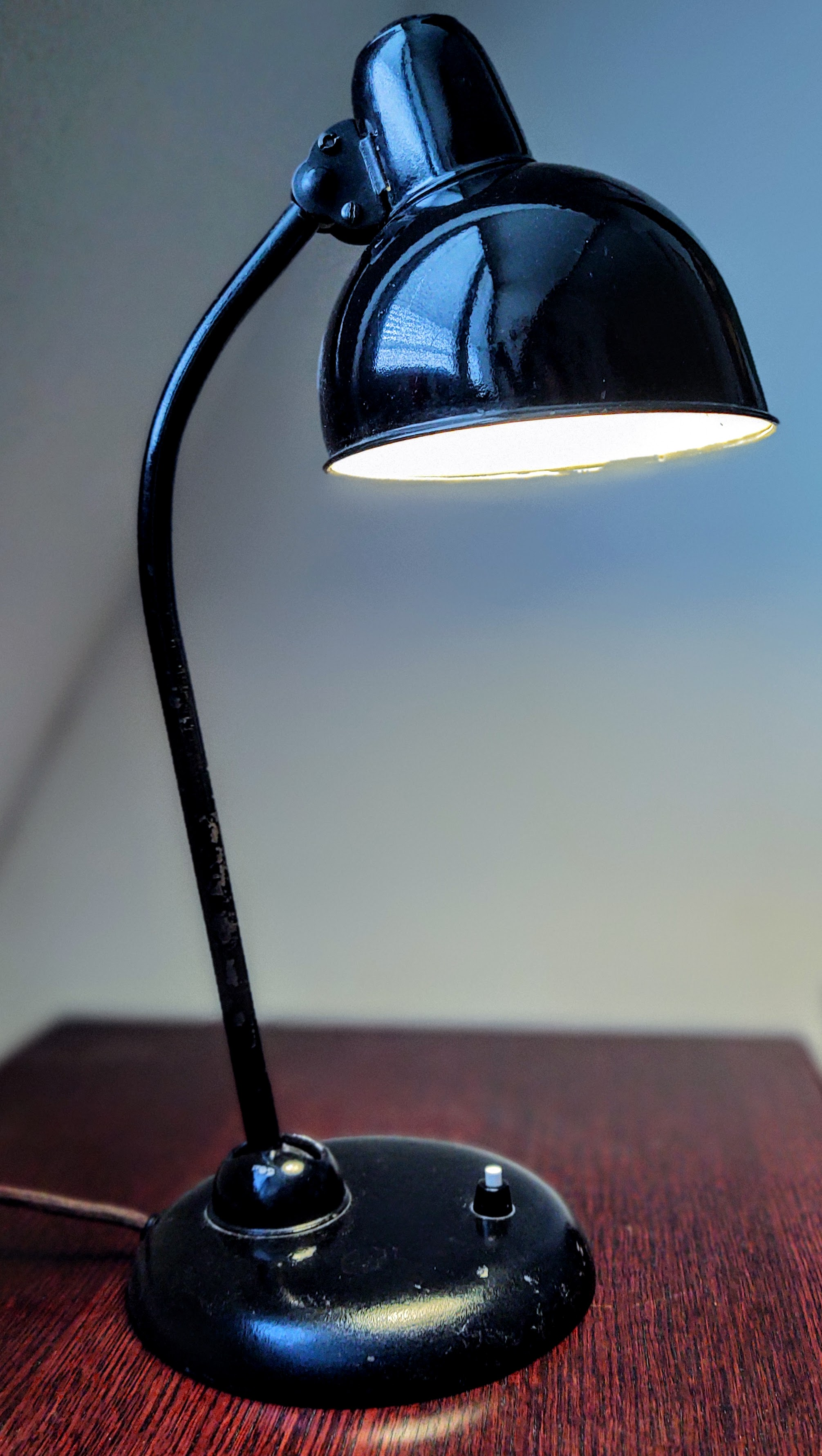
Bauhaus Tischleuchte KAISER idell Mod. 6551, Christian Dell, 1930er Jahre

Christian Dell (* 24. Februar 1893 in Offenbach am Main; † 18. Juli 1974 in Wiesbaden) war Silberschmied, Lehrer für Industriedesign und Meister am Weimarer Bauhaus.

## Leben
1907 bis 1911 absolvierte Dell die Silberschmiedelehre bei J. D. Schleißner in Hanau, daneben besuchte er die staatliche Zeichenakademie Hanau. 1912/13 studierte er an der Großherzoglich Sächsischen Kunstgewerbeschule Weimar bei Henry van de Velde. 1918 bis 1920 wurde Dell zum Militärdienst herangezogen. Von 1922 bis 1925 war er Werkmeister der Metallwerkstatt am Bauhaus in Weimar. Dort arbeitete er u. a. mit Marianne Brandt zusammen bei der Gestaltung von Leuchten für die industrielle Produktion.
1926 übernahm Dell die Leitung der Metallwerkstatt der Frankfurter Kunstschule (Städelschule). 1933 erfolgt die Entlassung auf Druck der Nationalsozialisten. Walter Gropius bot ihm mehrmals an, in die USA zu gehen. Dell ging ins innere Exil und blieb in Deutschland. Später kehrte er zu seinen Anfängen zurück, fertigte Silberwaren und eröffnete 1948 in Wiesbaden ein Juweliergeschäft, das er bis 1955 betrieb. Danach zog er sich bis zu seinem Tode 1974 völlig ins Privatleben zurück.
Seit 1926 entwarf Dell Beleuchtungskörper für verschiedene Hersteller. Seine ersten Aufträge in dem Bereich waren wohl die „Rondella“-Leuchten für das Neue Frankfurt, es folgten Leuchten für Molitor-Zweckleuchten 1929/30, bei denen er erstmals Bakelit und Harnstoffharze (Aminoplaste) als Werkstoffe einsetzte. Am bekanntesten sind heute die Modelle für Gebr. Kaiser & Co. in Neheim-Hüsten (berühmt unter dem Namen „Kaiser-Idell“), die er um 1933/34 entwarf und die in großen Stückzahlen auch in der Nachkriegszeit noch produziert wurden.

## Leuchten

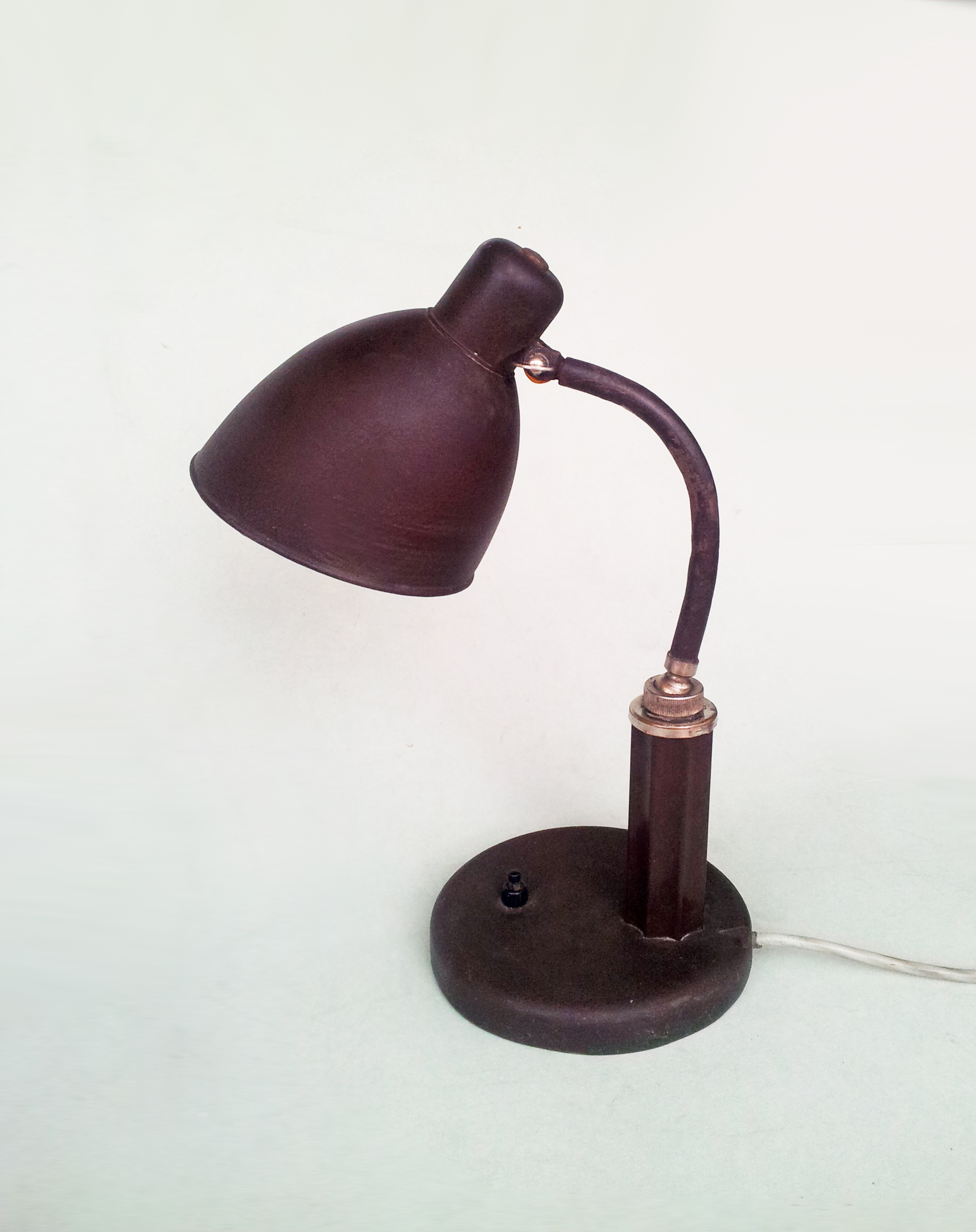
Die Molitor Favorit, die Leuchte ist in der Farbe des Bakelit-Stiels lackiert
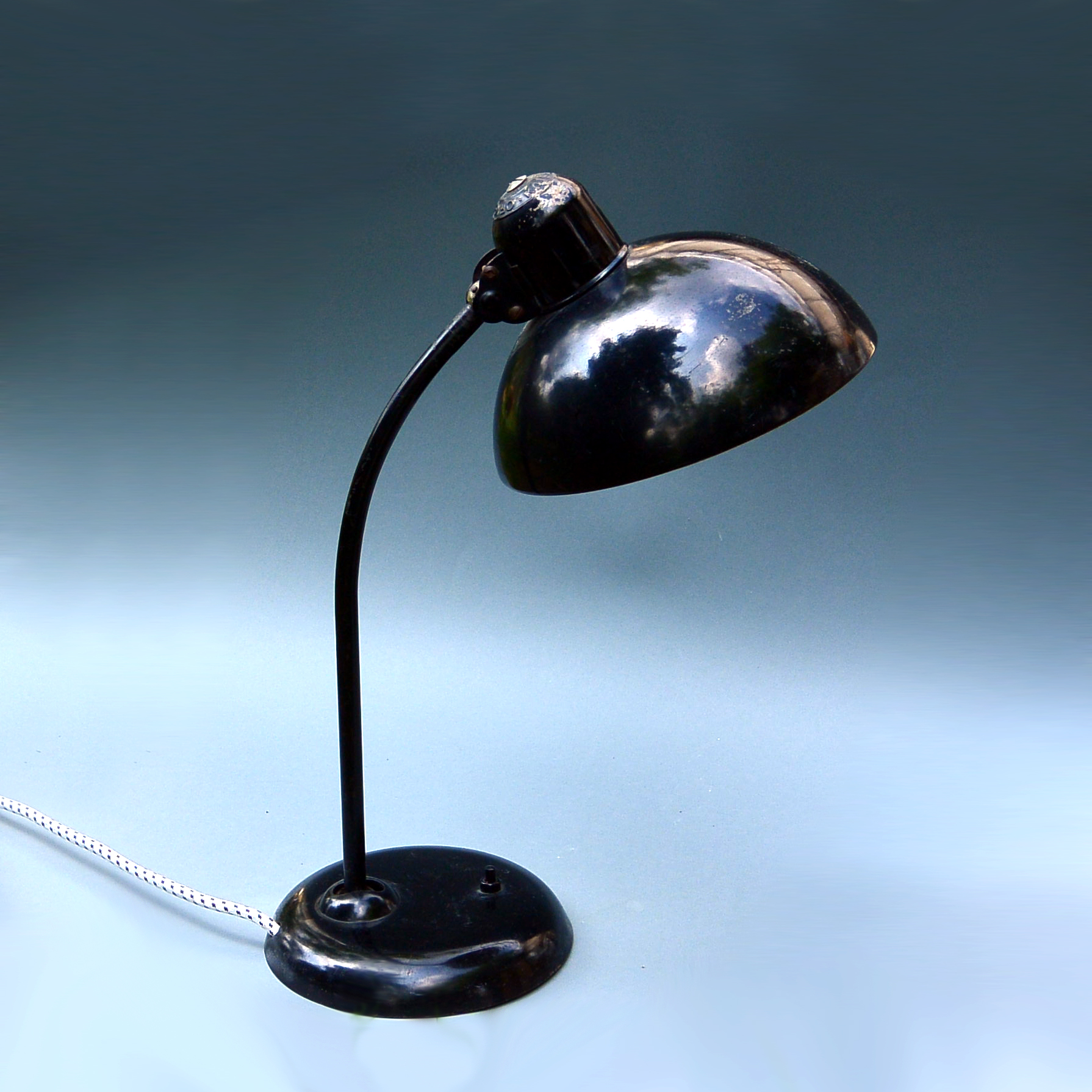
Die für Kaiser entworfene „idell 6556“ war als Massenprodukt konzipiert und ist heute als Reproduktion wieder erhältlich
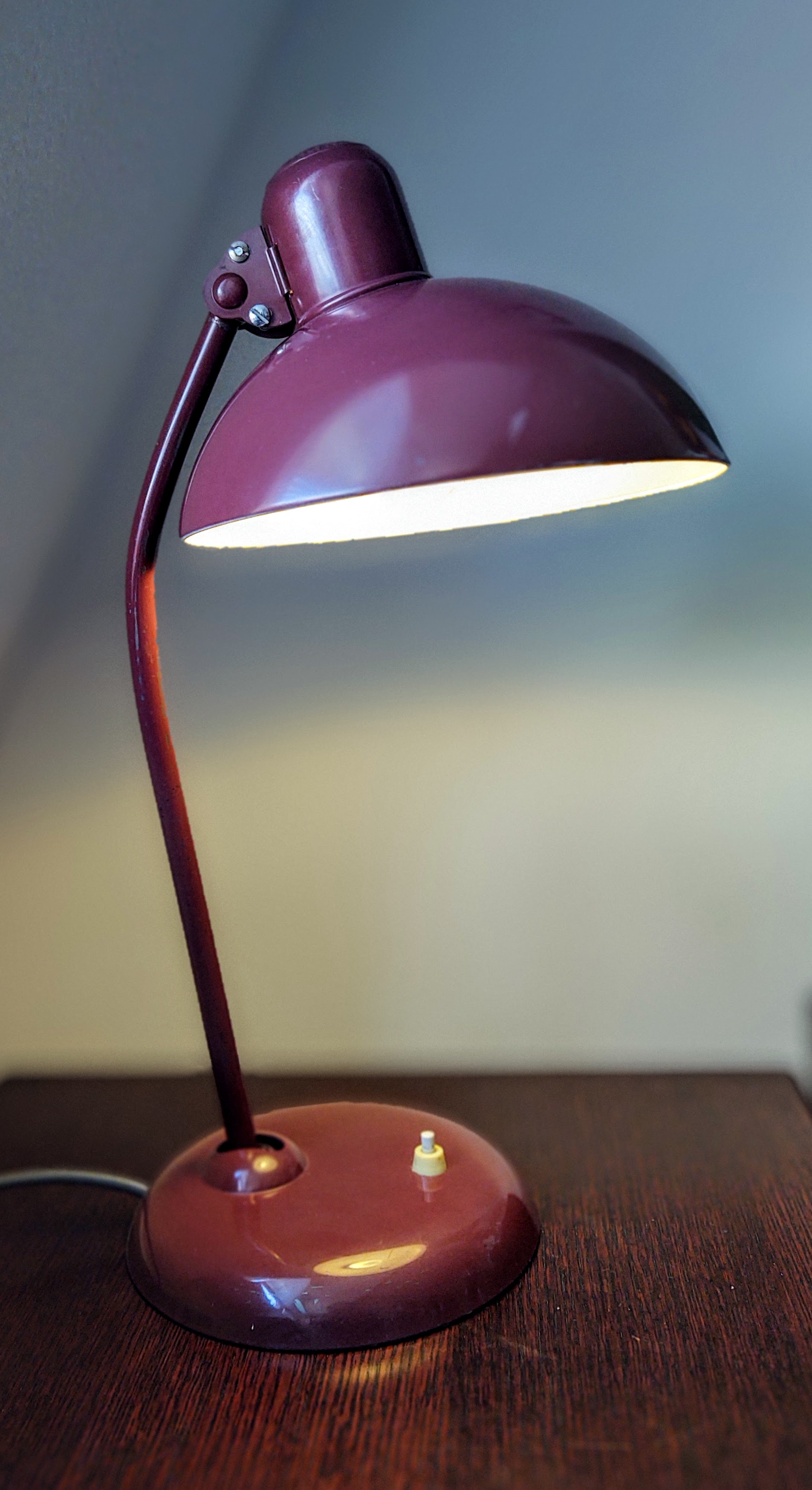
Tischleuchte Mod. 6556, Farbe Burgund, 1930er Jahre
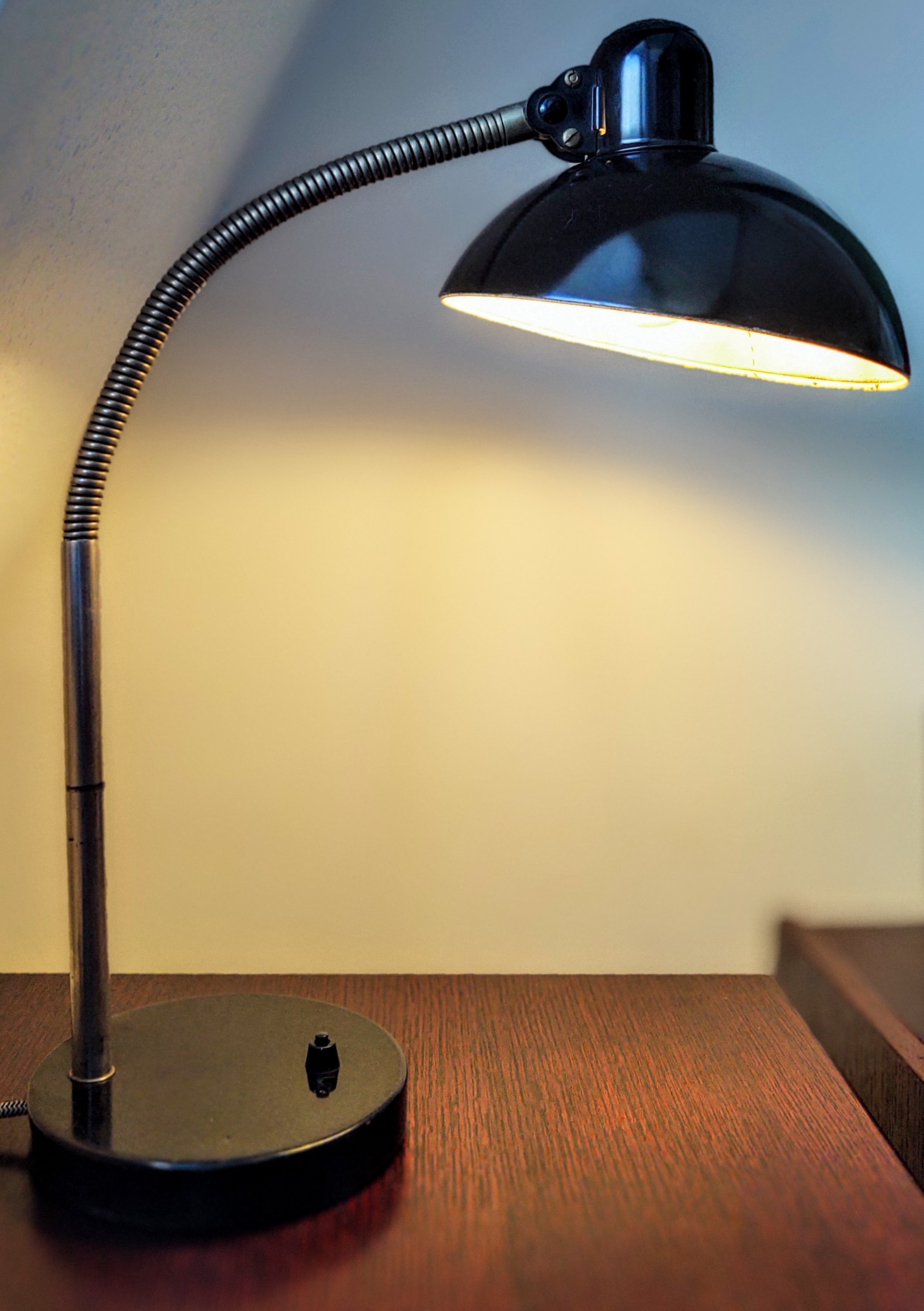
Tischleuchte Mod. 6561, Schwanenhals, Farbe Schwarz, 1930er Jahre